# Incisioni rupestri a Danyor
Incisioni rupestri a Danyor o Likhiti Giri (il macigno inciso) è un sito archeologico a Danyor, Gilgit-Baltistan. È un macigno gigantesco che reca iscrizioni dal 7/8 secolo dC.

## Protezione
Il sito è protetto sotto l'Antiquities Act of Pakistan.